# Jeden musí z kola ven (film)
Jeden musí z kola ven (v anglickém originále Tinker Tailor Soldier Spy) je špionážní film ze studené války z roku 2011, který v britsko-francouzsko-německé koprodukci režíroval Tomas Alfredson. Scénář napsali Bridget O'Connorová a Peter Straughan podle stejnojmenného románu Johna le Carrého z roku 1974. Ve filmu hraje herecký ansámbl, včetně Garyho Oldmana v roli George Smileyho, dále hrají Colin Firth, Tom Hardy, John Hurt, Toby Jones, Mark Strong, Benedict Cumberbatch, Ciarán Hinds, David Dencik a Kathy Burke. Děj se odehrává v Londýně na počátku 70. let 20. století a sleduje pátrání po sovětském dvojitém agentovi ve vedení britské tajné služby.
Film vznikl v produkci britské společnosti Working Title Films a financovala ho francouzská společnost StudioCanal. Premiéru měl v soutěži 68. ročníku Mezinárodního filmového festivalu v Benátkách. Zaznamenal kritický i komerční úspěch a tři týdny po sobě byl nejvýdělečnějším filmem v britských pokladnách. Získal cenu BAFTA za vynikající britský film. Film získal také tři nominace na Oscara: za nejlepší adaptovaný scénář, nejlepší původní hudbu a za nejlepší mužský herecký výkon.
Román byl také adaptován do stejnojmenného televizního seriálu BBC z roku 1979 s Alecem Guinnessem v hlavní roli Smileyho.

## Děj
V roce 1973 posílá šéf britské rozvědky Control agenta Jima Prideauxe do Budapešti, kde má maďarský generál odhalit sovětského dvojitého agenta uvnitř Circusu. Je to však past – Prideaux je postřelen a zajat. Control a jeho zástupce George Smiley jsou nuceni odejít do důchodu a Control brzy umírá. Novým šéfem Circusu se stává Percy Alleline, jeho zástupcem Bill Haydon a jejich hlavními poručíky Roy Bland a Toby Esterhase. I přes podezření Controla a Smileyho začínají řídit operaci Witchcraft, která údajně přináší důležité sovětské informace a získává podporu CIA.
Po dvou letech kontaktuje Olivera Lacona, vládního dohlížitele nad Circusem, agent Ricki Tarr s tvrzením, že uvnitř rozvědky je sovětský špion. Lacon požádá Smileyho, aby vyšetřoval. Smiley s pomocí Petera Guillama a bývalého inspektora Mendela odhalí podezřelé platby agentovi přezdívanému Mr. Ellis, což je Prideaux. V Oxfordu vyslechne bývalou analytičku Connie Sachs, která podezřívala sovětského diplomata Alexeje Poljakova z kontaktů se špionem, ale byla vyhozena.
Tarr Smileyho informuje, že v Istanbulu sledoval ruského obchodního delegáta, který chtěl přeběhnout, ale zjistil, že je to agent KGB. Po jeho vraždě zmizela i jeho manželka Irina, která mu slíbila odhalení špiona výměnou za azyl. Guillam ukradne z Circusu protokol směn, ale klíčové stránky chybí, což potvrzuje Tarrův příběh.
Smiley vypráví Guillamovi o svém setkání s Karlou v roce 1955, kdy se ji snažil přetáhnout na britskou stranu. Karla však nepromluvila a pouze si vzal Smileyho zapalovač, dar od jeho nevěrné manželky Ann. Smileyho podezření se potvrdí, když zjistí, že Haydon měl s Ann poměr, což mu umožnilo sledovat pohyby Controla.
Prideaux, nyní učitel, Smileyho informuje, že jeho mise měla pouze sdělit Controlovi kódové jméno špiona. Výběr byl: "Tinker" (Alleline), "Tailor" (Haydon), "Soldier" (Bland), "Poorman" (Esterhase) a "Beggarman" (Smiley). Prideaux byl mučen a vyslýchán Karlou, která se zajímal o Controlovy podezření.
Smiley si uvědomí, že Witchcraft je sovětská lest. Poljakov neobchoduje s britskými informacemi, ale slouží jako kanál pro únik amerických tajemství do SSSR. Smiley s Guillamem využijí Tarra jako návnadu – vyšlou ho do Paříže poslat dezinformační telegram. Poté přinutí Esterhase, aby prozradil adresu tajného úkrytu. Zde přistihnou Haydona, jak se schází s Polyakovem, a zatknou ho.
Haydon je držen v Sarrattu, kde přizná, že Karla ho donutila svést Ann, aby rozptýlil Smileyho. Potvrdí, že Prideaux ho podezříval a informoval ho před misí, což Haydon využil k varování Karly. Prideaux však Haydonovi mučení neodpustí – tajně pronikne do Sarrattu a zastřelí ho.
Ann se vrací domů a Smiley je dosazen jako nový šéf Circusu.